# Бульвар Радищева
Бульвар Ради́щева — улица в Центральном районе города Твери, проходит от Тверской площади до улицы Андрея Дементьева.

## Расположение
Бульвар Радищева начинается от Тверской площади и продолжается в юго-восточном направлении. Пересекает Свободный переулок, Тверской проспект, улицу Трёхсвятскую, Студенческий переулок и упирается в улицу Андрея Дементьева, где переходит в Пушкинскую.
Общая протяжённость бульвара Радищева составляет более 900 метров.

## История
Улица была проведена по первому плану регулярной застройки 1760-х годов как улица, отделяющая «городскую часть» от Мещанской слободы. Называлась Мироносицкой улицей и одновременно, так как с самого начала посредине широкой улицы был проведён газон, а на нём высажены деревья, Мироносицким бульваром. Название было дано по храму Жён Мироносиц (уничтожен советскими властями).
Мироносицкий бульвар застраивался главным образом в начале XIX века: северная сторона одно- и двухэтажными каменными жилыми домами; южная сторона — двухэтажными каменными и деревянными. Многие из них, сохранившиеся до сих пор, имеют статус памятников архитектуры.
В 1920 году Мироносицкий бульвар был переименован в честь Александра Николаевича Радищева.
После Великой Отечественной войны бульвар Радищева подвергся частичной реконструкции, многие дома улицы были перестроены.

## Здания и сооружения

Памятник Михаилу Кругу.

- Памятник Михаилу Кругу. Памятник Михаилу Кругу. Бронзовая скульптура, установленная 24 июня 2007 года, дважды подвергалась актам вандализма[5].

Здания улицы, являющиеся объектами культурного наследия:
- Дом 29 — Дом доходный с лавками и флигель с галереей.
- Дома 38, 39, 42, 60, 64 — памятники архитектуры с названием «дом жилой»
- Дом 41 — Усадьба Корвин-Литвицких.

- Дом 51 — памятник архитектуры федерального значения.
- Дома 56, 58 — городская усадьба.